# Публий Постумий Туберт
Публий Постумий Туберт (на латински: Publius Postumius Tubertus) e римски политик от 6 век пр.н.е., първият от патрицииската фамилия Постумии, който става консул. Той е син на Квинт Постумий Туберт.

## Политическа кариера
Публий Туберт e консул през 505 и 503 пр.н.е. Неговите колеги са Марк Валерий Волуз Максим през 505 пр.н.е. и Агрипа Менений Ланат през 503 пр.н.е. Той е победител в битката при Регилското езеро.
Туберт играе роля при разрешаването на съсловната борба между плебеите и патрициите. През 494 пр.н.е. плебеите организират secessio plebis (лат.: протест на обикновения народ) и отиват на свещената планина Mons Sacer (или може би на mont Авентин), като по този начин целят да покажат своите политически искания. Сенатът изпраща през 493 пр.н.е. десет посланици, между тях и Публий Постумий, да накарат плебеите да се върнат отново в града. Той има успех и голяма част от исканията на плебеите се изпълняват чрез закона Lex Sacrata.
Има само още един известен римлянин със същия когномен, който е негов внук или правнук – Авъл Постумий Туберт.
Според някои източници Публий Постумий Туберт е първият римлянин в историята, който празнува овация, след победа срещу сабините.